# Rote Kuhle
Rote Kuhle ist ein zum Ortsteil Selbeck gehörender Ort im äußersten Südwesten der lippischen Gemeinde Barntrup im Nordosten von Nordrhein-Westfalen.

## Lage
Rote Kuhle liegt zwischen Selbeck und Blomberg-Großenmarpe im Tal des Pappenquellbachs.

## Verkehr
Der Ort erstreckt sich entlang der sich mehrmals gabelnden Straße „Rote Kuhle“. Die nächsten bedeutenden Verkehrsstraßen sind die B66 im Norden und die B1 im Süden.
Es gibt die Bushaltestellen „Rote Kuhle“ und „Bussenberg“ innerhalb der Ortschaft.
Die nächsten Bahnhöfe befinden sich in Bad Pyrmont, Schieder und Lügde.
Die nächsten Fernbahnhöfe sind Bielefeld Hbf sowie Paderborn Hbf und Altenbeken.

## Persönlichkeiten
- Heinrich Willer (1882–unbekannt), Schuhmacher und Mitglied des Landtags Lippe

Koordinaten: 51° 59′ N, 9° 3′ O